# ベック・エア
ベック・エア (Bek Air) は、カザフスタンのオラルに本社を置いていた航空会社である。

## 事故
ベック・エア2100便墜落事故